# لو طاهور
لِو طاهور (به عبری: לֵב טָהוֹר) به معنای پاکدل، شاخه‌ای از یهودیان متعصب حریدی با جمعیتی حدود ۲۰۰ نفر است.
این فرقه در سال ۱۹۸۸ توسط شلمو هلبرنس بنیان‌گذاری شد. او شیوه سختگیرانه‌ای از هلاخا را پیاده کرد که شامل نمازهای طولانی، ازدواج سنتی میان نوجوانان و پوشش سیاهی چون چادر برای دختران از سن سه سالگی است.

## سبک زندگی
این گروه پیرو آداب و رسوم یهودیت حسیدی است. اما در اجرای آنها حتی سختگیرتر است.

### خشونت
اعضای این گروه سبک زندگی ریاضت‌کشانه و تعهد مذهبی فرقه‌ای دارند، اعضای پیشین این فرقه و بستگان آنها اتهامات متعددی در مورد استفاده از روش‌های افراطی و خشن برای کنترل اعضا مطرح کرده‌اند که از جمله آنها استفاده از تنبیه بدنی علیه کودکان و ازدواج اجباری دختران زیر سن قانونی با مردان مسن‌تر هستند. یکی از اعضای این فرقه در سال ۲۰۱۹ به بی‌بی‌سی گفت: «جامعه ما متهم به ترویج ازدواج بین کودکان نیز شده است. اما ما هرگز چنین کاری نکرده‌ایم. این امری شخصی است. اگر کسی احساس کند که توانایی و آمادگی تشکیل خانواده را بر اساس اصول مذهبی خود دارد، این تصمیم خود اوست. شما نمی‌توانید حق ازدواج را از کسی سلب کنید.»

### پوشش
در سبک زندگی لو طاهور، زنان باید از سر تا پا با لباس سیاه پوشیده شوند. طوریکه تنها صورت آنها قابل دیدن باشند. مردان لباس سیاه می‌پوشند، کلاه بر سر می‌گذارند و هرگز ریش خود را نمی‌تراشند.

### خوراک
رژیم غذایی لو طاهور بر اساس قوانین کاشروت (کوشر) اما افراطی‌تر تنظیم شده است. بیشتر غذاهای آنها خانگی است و با استفاده از مواد طبیعی و فرآوری نشده پخته می‌شود. آنها مرغ یا تخم مرغ نمی‌خورند، زیرا معتقدند که از نظر ژنتیکی دستکاری شده‌اند. به جای آن، غاز و تخم غاز مصرف می‌کنند. همچنین از خوردن برنج، پیازچه یا سبزیجات برگی خودداری می‌کنند، زیرا نگران وجود حشرات در آنها هستند. آنها پوست سایر سبزیجات و میوه‌ها (حتی گوجه فرنگی) را قبل از مصرف جدا می‌کنند. آنها تنها شیر گاوهایی را که خودشان می‌دوشند می‌نوشند و شراب خود را نیز تهیه می‌کنند. کودکان اجازه ندارند شیرینی‌های فروشگاهی را بخورند. شیرینی‌های آنها محدود به شکلات خانگی یا میوه‌ها، آجیل و تخمه‌‌ها است.

### فناوری
ارتباط پیروان لو طاهور با فناوری بسیار محدود است و از استفاده از وسایل الکترونیکی، از جمله تلویزیون و رایانه خودداری می‌کنند.

### تزئینات خانه
دیوارهای خانه‌های پیروان لو طهور فاقد هرگونه تزئینات است. هیچ عکس، طلسم یا تصویری از خاخام‌ها وجود ندارد. در بیشتر موارد، تنها تزئینات موجود در خانه آنها شمعدان‌ها، شمعدان‌های هفت‌شاخه یا اشیاء مذهبی نقره‌ای هستند که همگی در یک جعبه شیشه‌ای نگهداری می‌شوند.

## مخالف با صهیونیسم
گروه لو طاهور مخالف صهیونیسم است. زیرا نگران هستند که ملی‌گرایی سکولار جایگزین ایمان یهودی در اسرائیل شود. با این حال، اعضای این فرقه باور دارند که کاملاً در چارچوب سنت یهودی و هنجارهای مذهبی عمل می‌کنند و باور آنها بدعت  ‌گذاری نیست.

## مهاجرت
گروه لو طاهور در معرض اتهاماتی چون کودک‌ربایی، آزار جنسی، کودک‌آزاری است و از آن به عنوان یک فرقه یاد شده است. به همین دلیل این گروه بارها مهاجرت کرده است.

### آمریکا
در سال ۱۹۹۰ هلبرانس این گروه را به ایالات متحده منتقل و یک مدرسه یهودی در محله بروکلین نیویورک تأسیس کرد. در سال ۱۹۹۳ هلبرانس به اتهام ربودن یک نوجوان در نیویورک که برای آماده شدن برای مراسم بر میتصوا نزد او تحصیل می‌کرد، دستگیر شد. والدین این نوجوان، هلبرانس را به شستشوی مغزی پسرشان متهم کردند. در مقابل، این خاخام آنها را به سوء استفاده از فرزندشان متهم کرد. سرانجام، دادگاه هلبرانس را به جرم آدم‌ربایی به دو سال زندان محکوم کرد تا اینکه در سال ۱۹۹۶ آزادی مشروط گرفت.

### کانادا
هلبرانس در سال ۲۰۰۰ از آمریکا اخراج و به اسرائیل فرستاده شد. اما هلبرانس مدت زیادی را در آنجا نگذراند و به همراه پیروانش به استان کبک کانادا کوچ کرد. آنها سپس در شهر کوچک سنت-آگات-ده-مون مستقر شدند. اما در سال ۲۰۱۳ سازمان خدمات اجتماعی آن شهر، آنها را به سهل‌انگاری در مراقبت از کودکان متهم کرد. زیرا مقامات کانادایی نگران سلامت و بهداشت کودکان و تحصیل آنها نیز بودند. زیرا به نظر می‌رسید این کودکان که در خانه آموزش می‌دیدند، مهارت‌های پایه ریاضی را فرا نمی‌گرفتند.
در ۲ آوریل ۲۰۱۴، ۷ نفر از اعضای این گروه در یک یورش توسط پلیس امنیت مرزی کانادا دستگیر شدند. به سه نفر از این اعضا دستور داده شد که به اسرائیل تبعید شوند، اما در طول فرجام‌خواهی، گزینه تجدید نظر و درخواست اقامت به آنها داده شد. در ۲۷ آوریل ۲۰۱۴ مادر جوانی دوباره به کودک خود پیوست. ده روز بعد، چهار فرزند دیگر دوباره به والدین خود پیوستند.

### گواتمالا
بیشتر اعضای آن در اوت ۲۰۱۴ از شهری در گواتمالا به نام سان خوان لا لاگونا گریختند. اما در آنجا نیز بومیان مایا از آنها استقبال نکردند. پس از چند ماه اختلاف، شورای شهر سان خوان لا لاگونا تصمیم به اخراج گروه لو طاهور گرفت. زیرا اعضای لو طاهور از معاشرت با مردم محلی خودداری کرده و حتی حاضر به سلام کردن یا صحبت با ساکنان نبودند و می‌ترسیدند که اعضای لو طاهور درصدد تغییر دین و آداب و رسوم مردم محلی بربیایند. شورای شهر برای وادار کردن اعضای گروه به ترک شهر، آنها را تهدید به قطع دسترسی آنها به خدمات عمومی کردند.
در پی این فشارها گروه لو طاهور به گواتمالاسیتی کوچ کردند. مدتی بعد، وزارت دادگستری برای بررسی احتمال وجود موارد کودک‌آزاری به دفتر این فرقه یورش برد. آنها در سال ۲۰۱۶ به شهر ال آماتیو در بخش اوراتوریو نقل مکان کردند.

### مکزیک
از سال ۲۰۱۷ اعضای لو طاهور در چیاپاس، مکزیک زندگی می‌کنند. در همان سال، هلبرانس هنگام انجام مناسکی مذهبی در رودخانه‌ای در ایالت چیاپاس مکزیک در گذشت و رهبری لو طاهور به دست نحمان هلبرانس، پسر شلومو هلبرانس افتاد که حتی از پدرش افراطی‌تر بود. در سال ۲۰۱۸ پرونده آدم‌ربایی دو کودک خردسال که مادرشان (خواهر نحمان هلبرانس) پس از فرار از جامعه مستقر در گواتمالا آن‌ها را به نیویورک برده بود منجر به متهم شدن ۹ عضو فرقه لو طاهور و زندانی شدن چهار نفر از آنها از جمله خود نحمان هلبرانس شد.

### اروپای شرقی
در سال‌های اخیر، گروه لو طاهور تلاش کرده‌ در کشورهای اروپای شرقی و منطقه بالکان مانند رومانی، ترکیه و مقدونیه مستقر شود. اما این کشورها چنین اجازه‌ای نداده‌اند.

## ایران

### اعلام بیعت با خامنه‌ای
در سال ۲۰۱۸ این گروه با علی خامنه‌ای بیعت کرده‌اند و خواستار پناهندگی از ایران شدند. آنها خواستار همکاری و کمک برای مقابله با سلطه صهیونیسم به منظور آزادسازی صلح‌آمیز سرزمین مقدس و ملت یهود شدند. در نسخه فارسی اعلامیه آمده: «به نام پروردگار قادر - جامعه چشک اشلومو و جنبش لو طاهور یهودیان وفادار به هاشم (پروردگار والا) و تورات حقیقی او پرچمدار مبارزه با صهیونیسم و سلطه آنها بر سرزمین مقدس و ملت یهود.» همچنین نوشته شده: «اعلامیه وفاداری و تسلیم به حضرت مقام معظم رهبری و دولت جمهوری اسلامی ایران و دادخواست همیاری و همکاری جهت روبرویی با سلطه صهیونیسم در جهت آزادی صلح آمیز سرزمین مقدس و ملت یهود از طرف جنبش لو طاهور و درخواست جامعه برای پناهندگی، محافظت و آزادی مذهبی خانواده‌های اعضای وفادارش در جامعه چشک اشلومو.»

### واکنش بین‌المللی
در یک پرونده جنایی مربوط به سال ۲۰۱۹ در دادگاه فدرال آمریکا به بیعت رهبر این گروه با رهبر جمهوری اسلامی ایران اشاره شده است. مقام‌های اسرائیل در آن هنگام نگران استفاده احتمالی ایران از اعضای گروه به عنوان اهرم فشار علیه اسرائیل بودند. در سال ۲۰۲۱ مقامات گواتمالا دو اتوبوس حامل اعضای این گروه را که قصد ورود به مکزیک داشتند متوقف کردند. به نظر می‌رسید این افراد می‌خواستند با هواپیما به کردستان عراق سفر کنند و از آنجا به ایران بروند. رهبران لو طاهور برای کل اعضای خود از ایران درخواست پناهندگی کرده بودند.

### واکنش مقامات ایران
در آن زمان رسانه‌های ایران این اخبار را منتشر کردند. اما هیچیک از مقامات رسمی ایران به دریافت این درخواست و پاسخ احتمالی دولت یا رهبر جمهوری اسلامی به آن چیزی نگفت. بعضی رسانه‌ها در ایران اتهامات وارده به گروه  لو طاهور را بی‌اساس دانسته و از آزار و اذیت یهودیان لو طاهور در اردوگاه گواتمالا خبر دادند.